# Gnophomyia arcuata
Gnophomyia arcuata är en tvåvingeart som beskrevs av Alexander 1914. Gnophomyia arcuata ingår i släktet Gnophomyia och familjen småharkrankar.
Artens utbredningsområde är Guyana. Inga underarter finns listade i Catalogue of Life.